# 陶烈兒
陶烈兒（英語：Tauriel）是奇幻史詩電影《哈比人電影系列》中的角色，共於《哈比人：荒谷惡龍》及《哈比人：五軍之戰》中登場，由加拿大女演員伊凡潔琳·莉莉飾演。J·R·R·托爾金的原著小說並沒有這角色，而是由彼德·積遜、菲利帕·鮑恩斯和法蘭·華許根據小說的資料創作出來的。電影裡她是幽暗密林的一名女性木精靈，亦為國王瑟蘭督伊部下的侍衛隊隊長。

## 外觀與性格
在電影中，陶烈兒有著一頭及膝的紅色長髮，身穿幽暗密林的精靈軍裝。她雖精通各種武器，但主要使用的是弓箭和兩把匕首。
在性格方面，演員伊凡潔琳·莉莉形容她飾演的角色陶烈兒因為還很年輕，而因此顯得比較衝動、在行動時不喜歡受到約束，與魔戒系列中的精靈如：精靈公主亞玟、精靈女王凱蘭崔爾、愛隆王或是勒苟拉斯有著很大差異；陶烈兒在精靈界的地位比他們略低，還帶有著「反精靈社會」的傾向。
莉莉還說陶烈兒是「一個出身卑微的人」，她和精靈王子勒苟拉斯有種家人般的深厚感情，勒苟拉斯會一直設法要去保護她。

## 角色生平
在陶烈兒年幼時其父母遭到半獸人殺害，成為孤兒的她被精靈國王瑟蘭督伊撫養，並提攜她擔任木精靈侍衛隊的隊長；直到《哈比人：荒谷惡龍》的時期，她年齡大約六百歲。陶烈兒始終與青梅竹馬的精靈王子勒茍拉斯一同並肩作戰對抗邪惡，但瑟蘭督伊卻反對兩人有進一步交往。此外，陶烈兒認為應當深入多爾哥多以徹底消滅肆虐森林的巨型蜘蛛，但這個提議同樣遭到瑟蘭督伊的反對。
當索林·橡木盾帶領的矮人遠征軍於前往孤山的旅途中在幽暗密林內遭到蜘蛛的圍困時，勒苟拉斯與陶烈兒前來消滅蜘蛛，過程中陶烈兒從蜘蛛手下救下了年輕的矮人奇力，在精靈王國的監牢裡，陶烈兒與奇力有了進一步的交談，她逐漸對這名矮人產生了好感。而後哈比人比爾博·巴金斯解救了矮人遠征軍，領著矮人鑽入酒桶內沿河而下，不料卻在外頭遭到一大群半獸人的襲擊，奇力被半獸人隊長波格以毒箭射中腿，陶烈兒與勒苟拉斯帶領一隊精靈趕來與半獸人戰鬥，使得矮人得以脫困。
在瑟蘭督伊審問一名被捕半獸人的過程中，陶烈兒知悉奇力傷勢嚴重、危在旦夕，她為奇力憂心，於是擅自離開精靈國度出發去尋找奇力。她隨即在離長湖鎮不遠處遇上了要勸她回去的勒苟拉斯，陶烈兒告知勒苟拉斯：邪惡勢力正不斷地擴張著、中土世界即將面臨著空前危機，而成功說服了勒苟拉斯隨她一同前往。兩人來到長湖鎮弓箭手巴德家中，正遇上波格率領一群半獸人攻擊巴德家，陶烈兒與勒苟拉斯聯手擊退了敵人。而在巴德家養傷的奇力即將面臨死亡，陶烈兒以藥草阿夕拉斯及念誦精靈咒語為奇力療傷，將其治癒，這時她才明白自己已愛上了對方。
在惡龍史矛革離開孤山來到長湖鎮大肆破壞之際，陶烈兒領著四名矮人及巴德的兒女（貝恩、雪歌、蒂妲）乘船離開長湖鎮避難；巴德將惡龍射殺。在湖邊的難民營，陶烈兒與奇力面臨訣別，奇力把一塊刻著矮人語的符文石送給陶烈兒做為信物，隨即與同伴前往孤山與索林會合。陶烈兒知悉自己已被瑟蘭督伊放逐，於是隨勒苟拉斯前往半獸人要塞剛達巴探查，在那裡兩人目睹了波格率領著為數驚人的半獸人軍團向孤山出發，為了警告大家陶烈兒與勒苟拉斯亦趕往孤山。此時五軍之戰已於孤山爆發，陶烈兒與勒苟拉斯在河谷鎮廢墟裡的一團混戰中找到了灰袍巫師甘道夫，提醒他波格的半獸人軍團即將從北面的烏丘暸望塔向孤山進攻，當陶烈兒聽到比爾博說到奇力這時也處於暸望塔後便與勒苟拉斯趕往暸望塔，以援助奇力。當陶烈兒於暸望塔中尋找奇力時卻遭到波格的襲擊，為之重創，奇力為了保護陶烈兒也被波格殺害。勒苟拉斯與波格博鬥，將其擊殺。
戰役結束後，陶烈兒為死去的奇力哀悼，瑟蘭督伊亦接納了兩人的愛，並同意埋葬奇力。
電影裡並無明確交代陶烈兒最終的去向。伊凡潔琳在受訪時表示：陶烈兒在五軍之戰結束後仍回到幽暗密林，繼續她原來的工作。而《哈比人》的導演彼得·傑克森亦曾針對陶烈兒與勒苟拉斯的最終結局表示：他們兩人永遠不會在一起，勒苟拉斯非常傷心，所以可以理解後來在《魔戒首部曲：魔戒現身》中他不喜歡矮人就是受到這段往事的影響。

## 構想與發展
《哈比人》電影系列的導演彼得·傑克森表示「我們想要帶一些女性能量到這個充滿陽剛味的電影中。」，他與編劇們依照托爾金原著的精神創造出陶烈兒這個角色。他曾在受訪時說，很多女性都喜歡《魔戒》與《哈比人》電影，而陶烈兒是一個可以讓少女觀眾容易識別的角色。編劇之一的菲利帕·鮑恩斯在接受網易娛樂採訪時提及：「陶烈兒很強大，但她並不抹殺自己的女性魅力」，同時她也表示「華語電影裡的女性角色是對我們塑造陶烈兒的形象有一些些影響的」。
「Tauriel」為精靈語，其意為「幽暗密林之女」。本來原定並寫在試鏡腳本上的名字是「伊塔麗兒」（Itarille），意為「星光」，但後來菲利帕·鮑恩斯認為這個角色需要「更加世俗」，最終改而選定了「陶烈兒」作為該角的名字。
演員伊凡潔琳·莉莉在一次受訪時表示相信陶烈兒的存在是真實可信的，並說「彼得和法蘭对那個世界真的太了解了，他們絕不會創造出一個不屬于托爾金世界的角色」。

## 飾演者

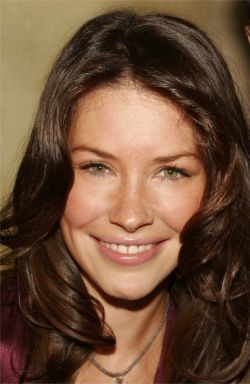
伊凡潔琳·莉莉從13歲起就是托爾金作品的粉絲。

陶烈兒的飾演者為曾演出影集《LOST檔案》的加拿大籍演員伊凡潔琳·莉莉，她從13歲起就開始閱讀J·R·R·托爾金的奇幻文學作品，並且自認是托爾金作品的忠實讀者，以致於2001年魔戒電影開始上映時她還曾一度拒絕去觀看，認為「没有人能把小說完美地搬上銀幕」。
2011年，莉莉在生下小孩三個月後便應邀加入《哈比人電影系列》的拍攝劇組。
由於在飾演陶烈兒上的表現，莉莉於2014年及2015年先後兩次獲提名土星獎最佳女配角獎，也先後獲提名2014年及2015年兒童票選獎的最受歡迎動作女明星獎。

## 迴響與評價
在《哈比人：荒谷惡龍》於2013年年底正式上映前，陶烈兒這個角色在相關的電影預告及海報中首度亮相，引起不少影迷關注。在電影上映後，部分女性觀眾對於陶烈兒最終選擇了矮人奇力而非精靈王子勒苟拉斯的情節感到不滿和疑惑。但仍有不少粉絲很喜歡陶烈兒，據菲利帕·鮑恩斯說，在電影首映時粉絲都大喊著「陶烈兒在哪裡」。
托爾金協會主席Shaun Gunner給予了這個角色正面的評價，他認為陶烈兒在故事中提供了「強烈而溫暖的聲音」，但編劇錯誤地把她放在一個三角關係愛情中。

## 外部連結
- 互联网电影数据库上陶烈兒的资料（英文）
- 陶烈兒 （页面存档备份，存于）在Tolkien Gateway上的條目（英文）
- 哈比人：荒谷惡龍電影預告——陶烈兒與勒苟拉斯的對話 （页面存档备份，存于）